# Historisches Museum von Manacor
Das Historische Museum von Manacor (katalanisch Museu d’Història de Manacor, kastilisch Museo de Historia de Manacor) ist ein Museum auf der spanischen Baleareninsel Mallorca. Es befindet sich im Osten der Insel, im Torre dels Enagistes, einem Gebäude 600 Meter südöstlich des Stadtrands von Manacor an der Straße nach Cales de Mallorca. Der Standort wurde 1985 von der Gemeinde erworben, um das ehemalige Archäologische Museum aus der Innenstadt Manacors dorthin zu verlegen.
Bei dem Torre dels Enagistes („Turm der Jesuiten“) handelt es sich um einen gotischen Profanbau des 14. Jahrhunderts, dessen Name sich aus den Jahren nach 1651 herleitet, als das Gebäude in den Besitz der katholischen Ordensgemeinschaft der Gesellschaft Jesu überging. Enagistes ist dabei eine mallorquinische Bezeichnung für die Mitglieder der Jesuiten, die sich auf deren Ordensgründer, den 1622 heiliggesprochenen Ignatius von Loyola bezieht. Mit dem Verbot des Ordens in Spanien durch ein Dekret König Karls III. 1767 und der Einziehung der Besitztümer der Jesuiten ging das Gebäude in königlichen Besitz über und wurde danach privatisiert. Im Jahr 1925 erklärte das spanische Kulturministerium den zweistöckigen Torre dels Enagistes zum nationalen kunsthistorischen Denkmal (Monumento historicoartístico nacional, Bien de Interés Cultural). Seit 1993 befindet sich in dem Gebäude das Historische Museum Manacors.

## Museumsgeschichte

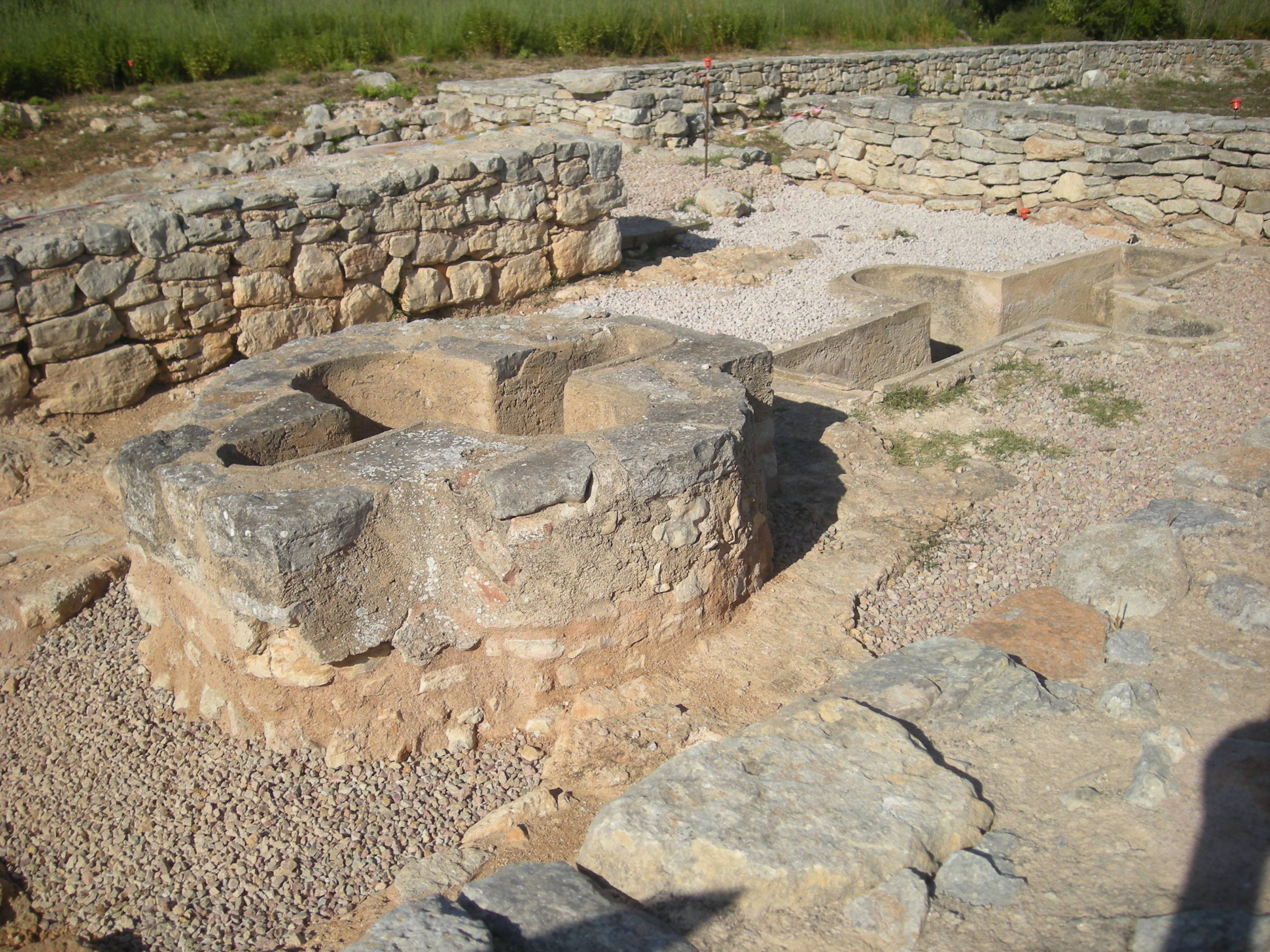
Ausgrabungsgelände von Son Peretó

Das Historische Museum von Manacor ging aus dem ehemaligen Archäologischen Museum der Stadt hervor, das wiederum auf eine Ausstellung im Pastorat von Manacor unter der Bezeichnung Museo Monseñor Aguilles gründete. Im Jahr 1908 hatte Mn. Joan Aguiló i Pinya fünf Kilometer nordwestlich des Stadtrands von Manacor auf dem Landgut Son Peretó die Reste einer spätantiken Basilika entdeckt und ab 1912 begonnen die „Basilika von Son Peretó“ freizulegen. Die Fundstücke wurden zu einer Sammlung zusammengestellt, die die Stadt Manacor 1926 zur Einrichtung eines Archäologischen Museums in der Innenstadt, im Torre de ses Puntes an der Plaça Historiador G. Fuster, erwarb. Zum Schutz des Fundortes wurde die Ausgrabungsstätte von Son Peretó an der Straße nach Sant Llorenç 1931 zum Historisch-archäologischen Monument erklärt.
Zur Gründung einer Klosterschule im Torre de ses Puntes 1931 wurde das Archäologische Museum von dort ausgelagert und im ersten Stock des Kreuzgangs des Claustre del Convent de St. Vicenç Ferrer, dem Mönchskloster in der Innenstadt Manacors, untergebracht. Durch den Umzug entstanden Verluste von nicht dokumentierten Ausstellungsstücken, wie Teilen der Münzsammlung, und Beschädigungen an Exponaten. Nach dem Ende des Bürgerkrieges lagerte man Teile der Ausstellung, unter anderem die Mosaike, in einem Nebengebäude des Klosters. Durch die Verlegung des Museums in die renovierte Mädchenschule nahe dem Kloster im Jahr 1951 wurde eine erneute Gesamtschau der Exponate möglich. Neuere historische Funde im Gemeindegebiet und weitere Funde in Son Peretó durch die Wiederaufnahme der dortigen Ausgrabungen unter dem Archäologen Pedro de Palol 1967 führten zur Idee der Umwandlung des Archäologischen in ein Historisches Museum. Dieses wurde nach Ankauf des Grundstücks Mitte der 1980er Jahre ab 1993 im Torre dels Enagistes eingerichtet.

## Ausstellungsräume

### Prähistorischer Saal

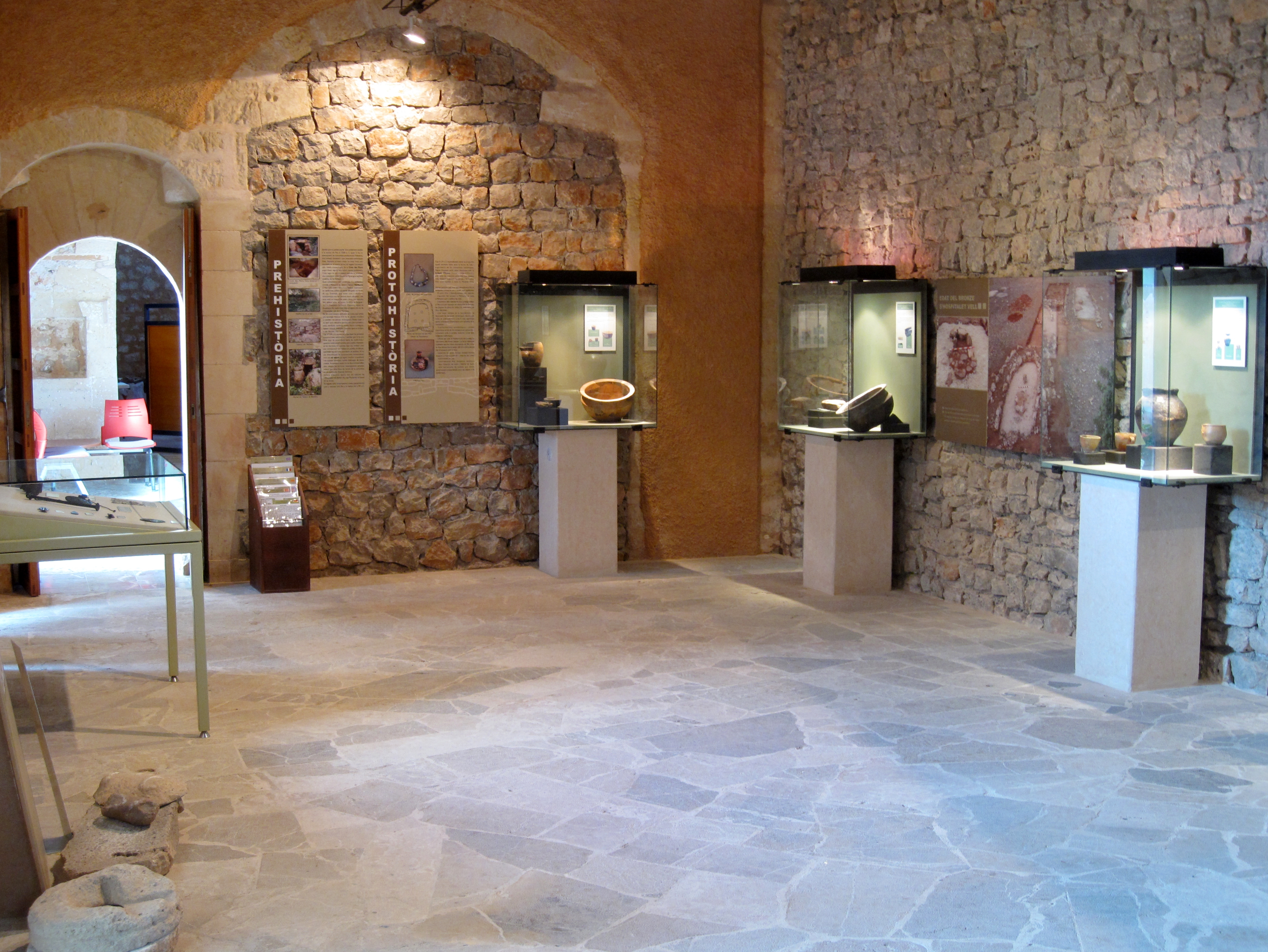
Prähistorischer Saal

Der prähistorische Saal oder Raum befindet sich links des Haupteingangs des Museums. In ihm sind Fundstücke aus der Urgeschichte des Gemeindegebiets von Manacor im Osten Mallorcas ausgestellt. Die Exponate sind mit Ausnahme eines steinernen Mühlsteins und zweier Mörser in Glasvitrinen zu sehen. Sie sind nach ihrer jeweiligen Herkunftsepoche angeordnet. Dabei werden zwei Epochen unterschieden, das Vortalaiotikum (etwa 1700 bis 1100 v. Chr.) und das Talaiotikum (etwa 1100 bis 123 v. Chr.).
Zunächst sind rechts des Eingangs an einem Fenster jedoch der Schädel und die Knochen eines Tieres zu sehen, die von einer auf Mallorca ausgestorbenen Tierart stammen, der Höhlenziege (Myotragus balearicus). Die jüngsten Funde dieser relativ kleinen kräftigen Ziegenart stammen aus dem Zeitraum um 1800 v. Chr., die auf den balearischen Inseln Mallorca und Menorca endemische Tierart dürfte durch die vorzeitlichen Menschen ausgerottet worden sein.
Drei der Vitrinen des Raumes beinhalten Fundstücke der archäologischen Ausgrabungsstätte von S’Hospitalet Vell, von denen zwei Vitrinen der Zeit der vortalaiotischen oder naviformen Epoche zugeordnet sind. Diese bezeichnet einen Zeitraum, in dem auf Mallorca und Menorca Großsteinbauten errichtet wurden, die an umgekippte Schiffen erinnern und Naviformes genannt werden. Die nachfolgende Epoche ist nach den ebenfalls in Zyklopen-Technik errichteten Talaiots (kastilisch: Talayots, „Wachtürme“) Talaiotikum oder Talaiot-Kultur benannt. Aus dieser Zeit stammen die Exponate der weiteren Vitrinen des prähistorischen Raumes, die außer denen aus S’Hospitalet Vell unbekannter Herkunft sind.

### Römischer Saal

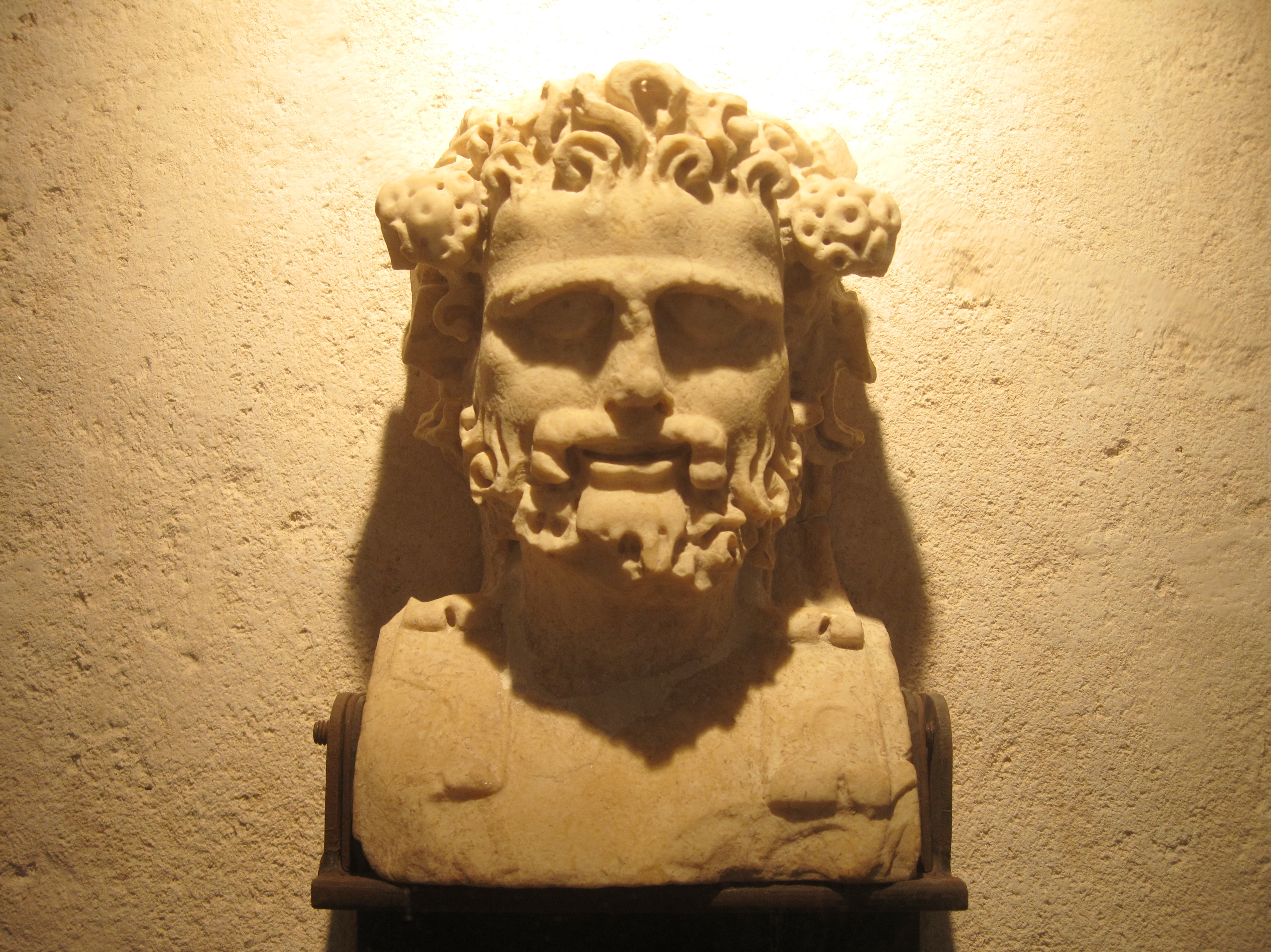
Kopf des römischen Gottes Bacchus

Die Fundstücke aus römischer Zeit sind im zweiten Raum des Rundgangs zwischen dem prähistorischen und dem spätantiken Saal ausgestellt. Er liegt an der Südecke des Torre dels Enagistes. Ein kultureller Einfluss des Römischen Reiches auf Mallorca bestand schon zwei Jahrhunderte vor der römischen Eroberung der Insel im Jahr 123, so fand man griechisch-römische Amphoren aus dem 3. Jahrhundert v. Chr. Nach der Inbesitznahme bestand die talaiotische Kultur neben der römischen zum Teil weiter, wurde aber zunehmend assimiliert.
Der römische Saal enthält fünf Glasvitrinen mit Fundstücken, die aus dem Gemeindegebiet von Manacor stammen, im Meer vor Porto Cristo gefunden wurden oder unbekannter Herkunft sind. Die mittlere Vitrine enthält als einziges Exponat einen steinernen Kopf des römischen Gottes des Weines und der Vegetation Bacchus, gefunden in Son Mas Vell. In den anderen Vitrinen sind neben Keramiken das Fragment eines Glasbehältnisses, Bronzenägel, ein steinernes Gesicht, Öllampen und Münzen ausgestellt. Offen im Raum hat man drei Amphoren aufgestellt und in einer Ecke zwei Fundstücke von Ankerteilen ausgelegt.

### Spätantiker Saal

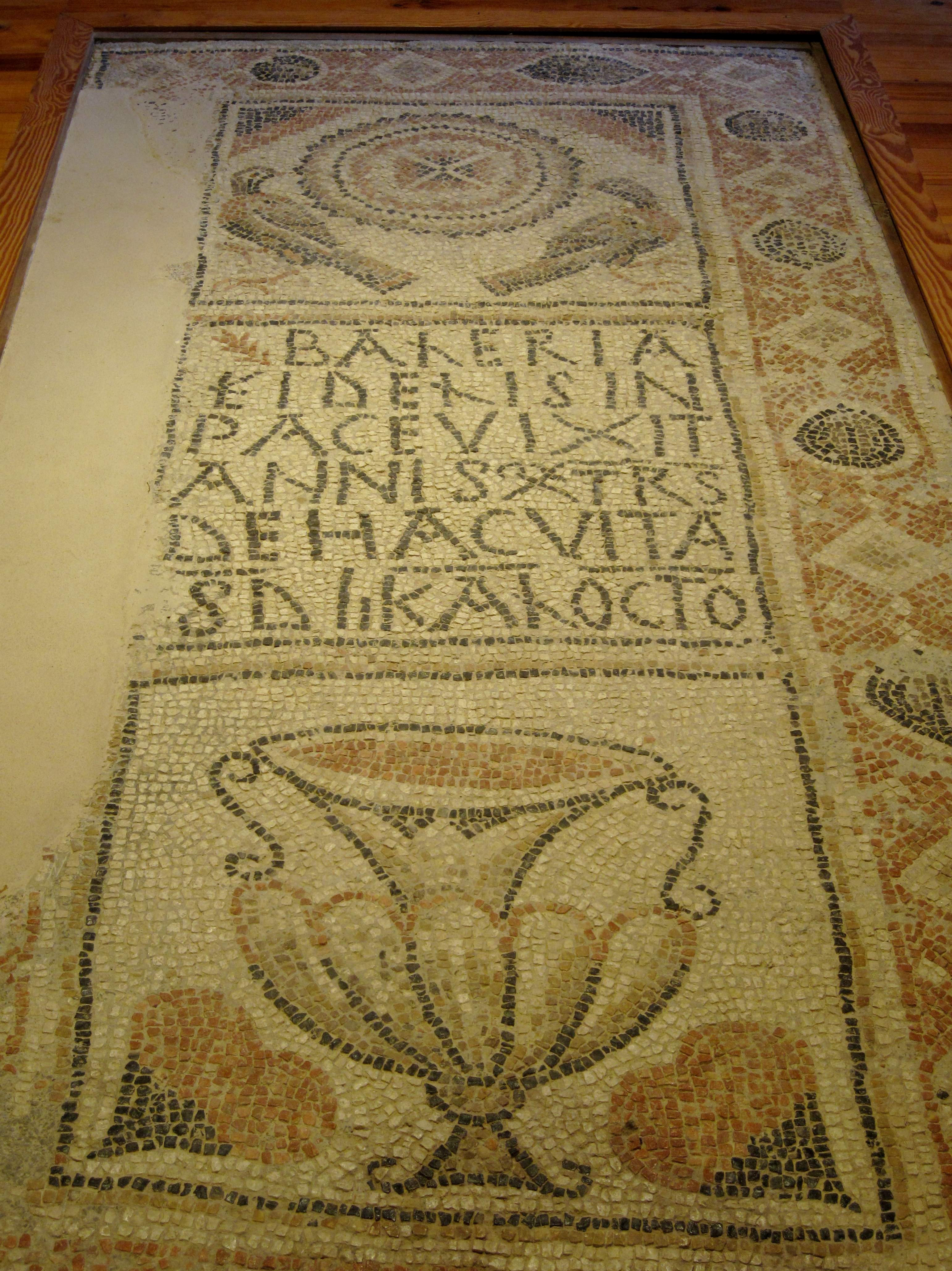
Spätantikes Mosaik

Im spätantiken Saal, der auch als frühchristlicher Raum bezeichnet wird, befinden sich hauptsächlich die Grabungsfunde aus den Resten der Basilika von Son Peretó. Diese frühchristliche Kirche hatte eine Grundfläche von 21 × 14 Metern mit angebauter Taufkapelle (Baptisterium). Daneben bestanden weitere an die Kirche angebaute Räume und ein Friedhof (Nekropole). Die Basilika orientierte sich am Stil syrisch-palästinensischer und nordafrikanischer Kirchengebäude der zweiten Hälfte des 5. Jahrhunderts. Die dortigen Kirchen wurden Ende des 5., Anfang des 6. Jahrhunderts auf der Iberischen Halbinsel als Modell übernommen.
Die bedeutendsten Ausstellungsstücke des spätantiken Saales stellen die Mosaiken aus Son Peretó dar. Darunter befindet sich die in der Mitte des Raumes ausgelegte Grabplatte der Baleria. Sie trägt die Inschrift: BALERIA FIDELIS IN PACE VIXIT ANNIS TRS DE HAC VITA SD II KAL OCTO. Unter dem Mosaik wurden der fast komplette Schädel einer Frau und Fragmente des Oberschenkelknochens und des Schienbeins eines Kindes gefunden.
Weitere Mosaiken aus Son Peretó zieren die Randflächen des Raumes. Sie werden sämtlich in die Mitte des 6. Jahrhunderts datiert, der Zeit der Wiedereingliederung der Balearischen Inseln in das Oströmische Reich, das nach seiner Hauptstadt auch Byzantinisches Reich genannt wurde. Ermöglicht wurde dies durch die Zerschlagung des Reichs der Vandalen in Nordafrika und auf den Inseln des westlichen Mittelmeeres durch byzantinische Truppen in den Jahren 533/34. Neben den Mosaiken sind im Museum ein Teil des Altar de Son Peretó, eine Grabplatte mit einem byzantinischen Kreuz sowie in Glasvitrinen mehrere Keramiken und andere Kleinfunde zu sehen.

Keramiken von der Vorzeit bis zur byzantinischen Zeit
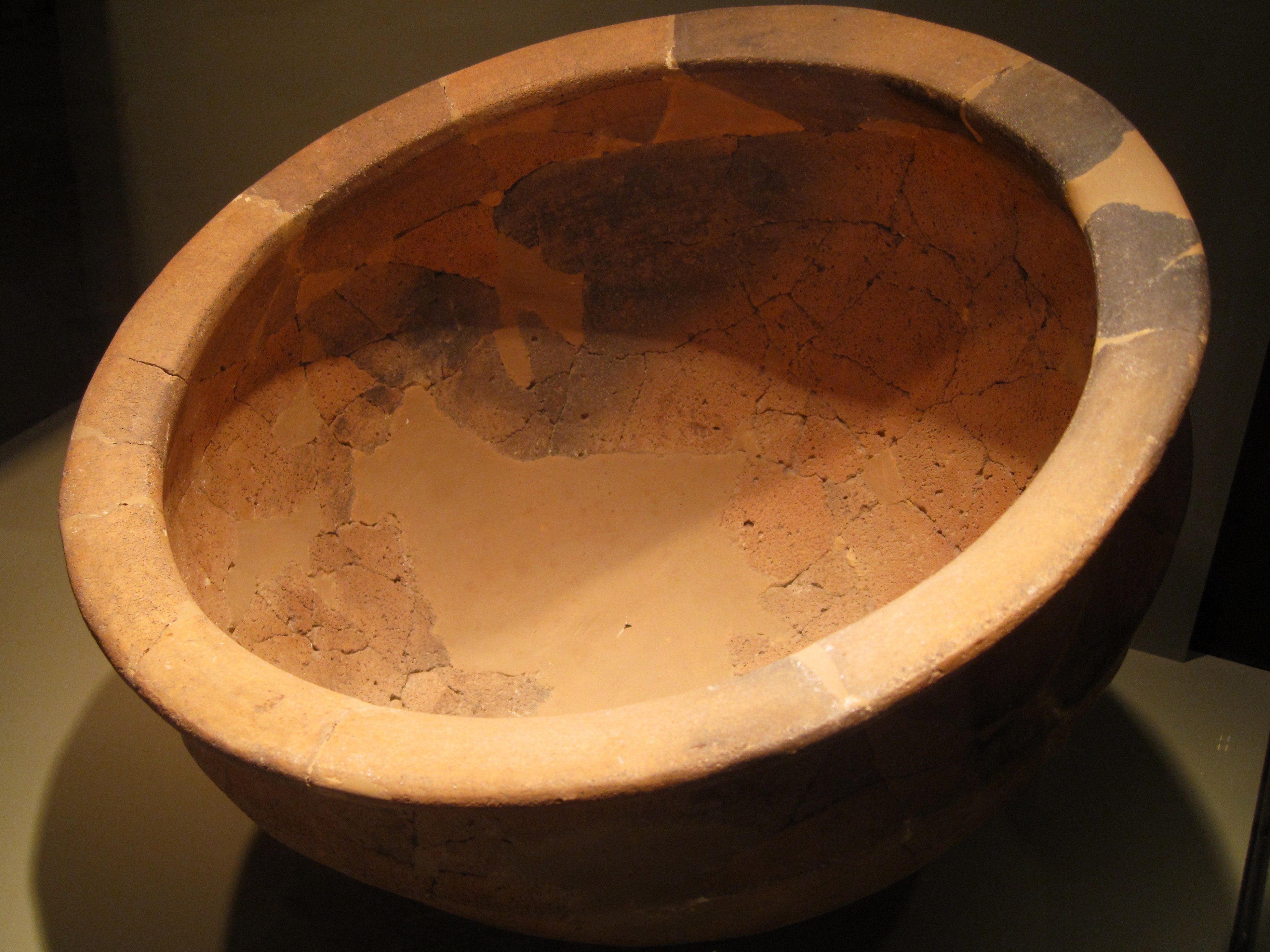
Prähistorisches Gefäß (1700 bis 1100 v. Chr.)
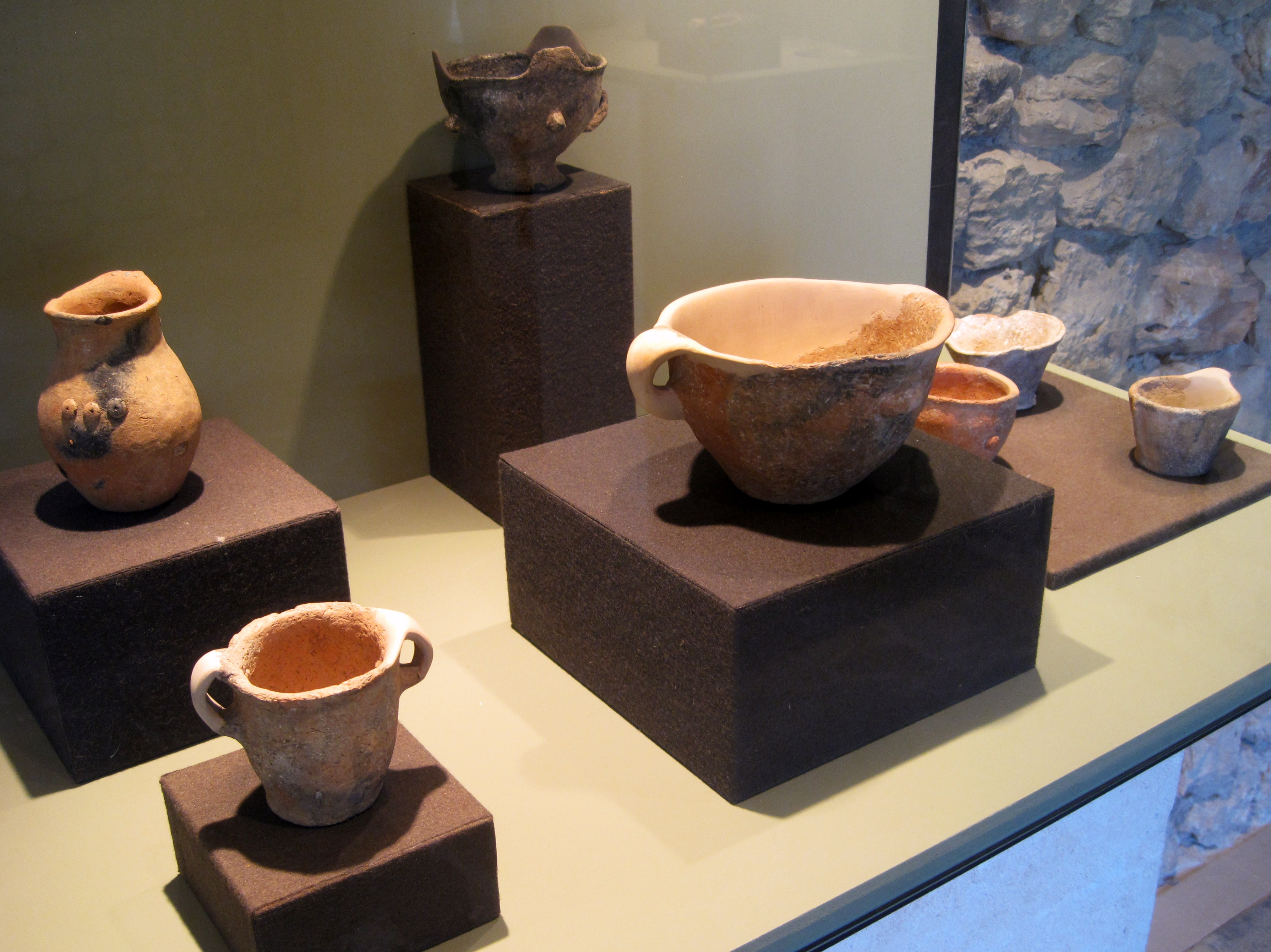
Talaiotische Exponate (1100 bis 123 v. Chr.)
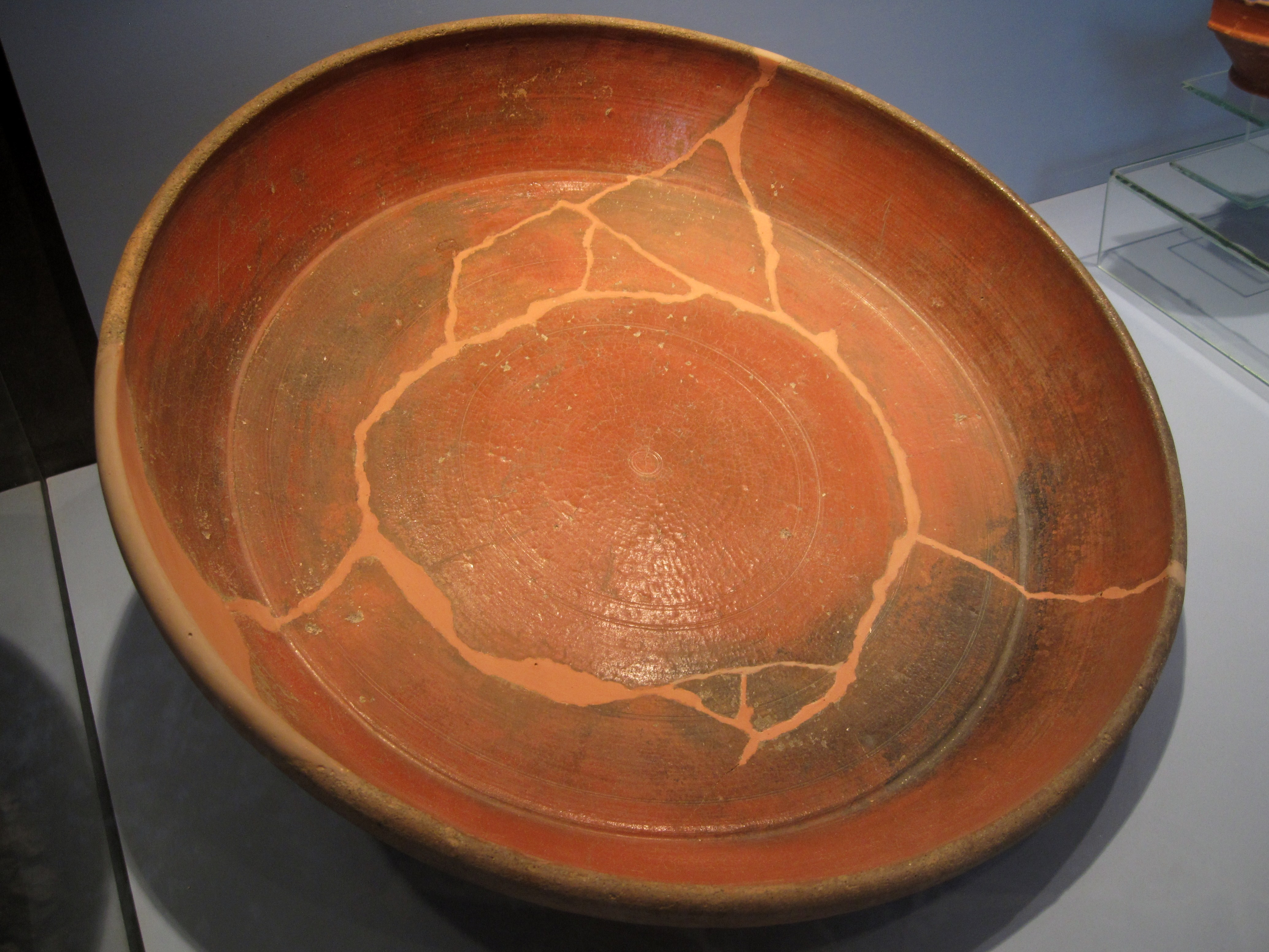
Römischer Teller (123 v. Chr. bis 5. Jh. n. Chr.)
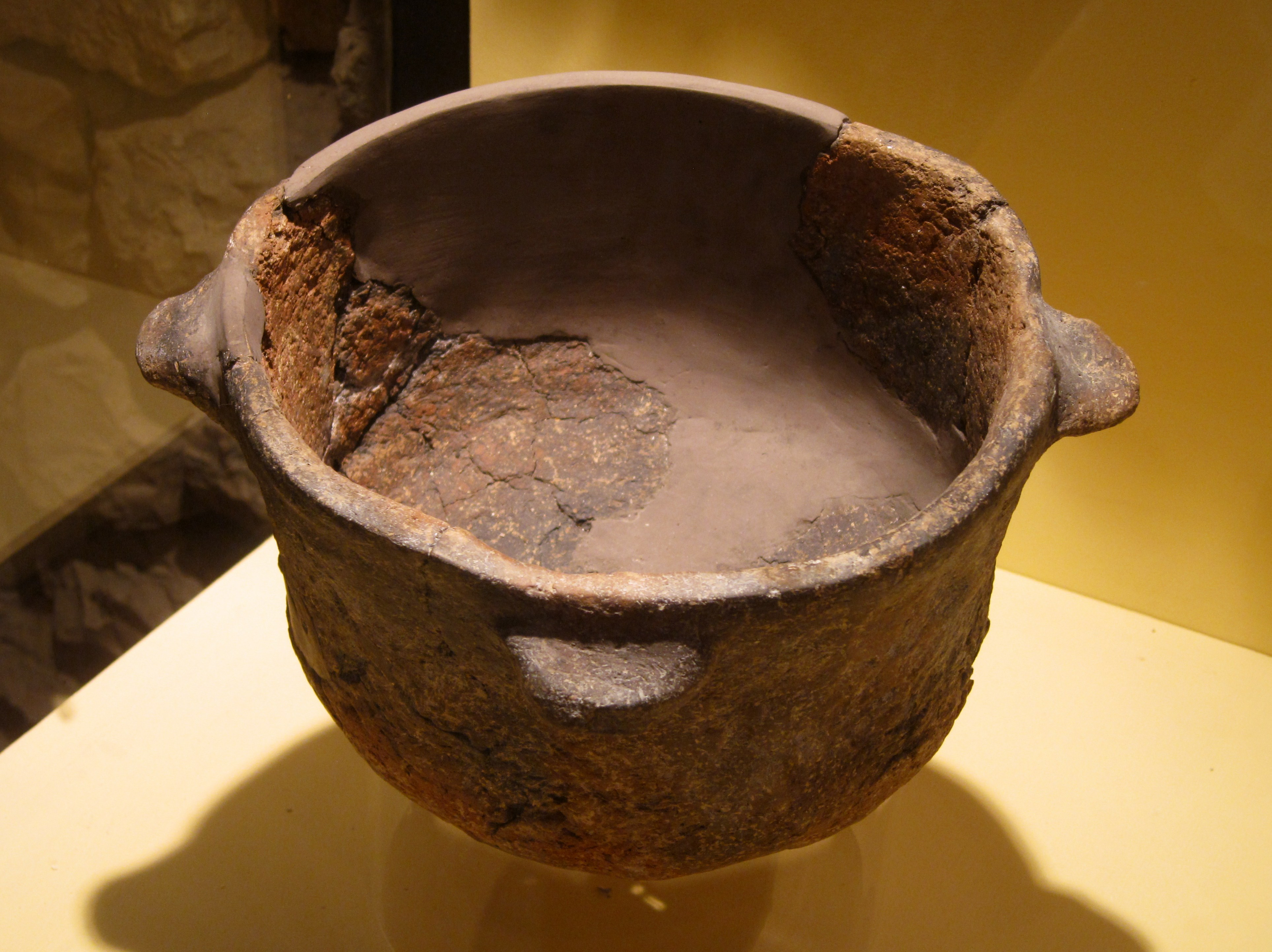
Spätantiker Topf (5. bis 10. Jh. n. Chr.)

Verschiedene Fundstücke der einzelnen Epochen
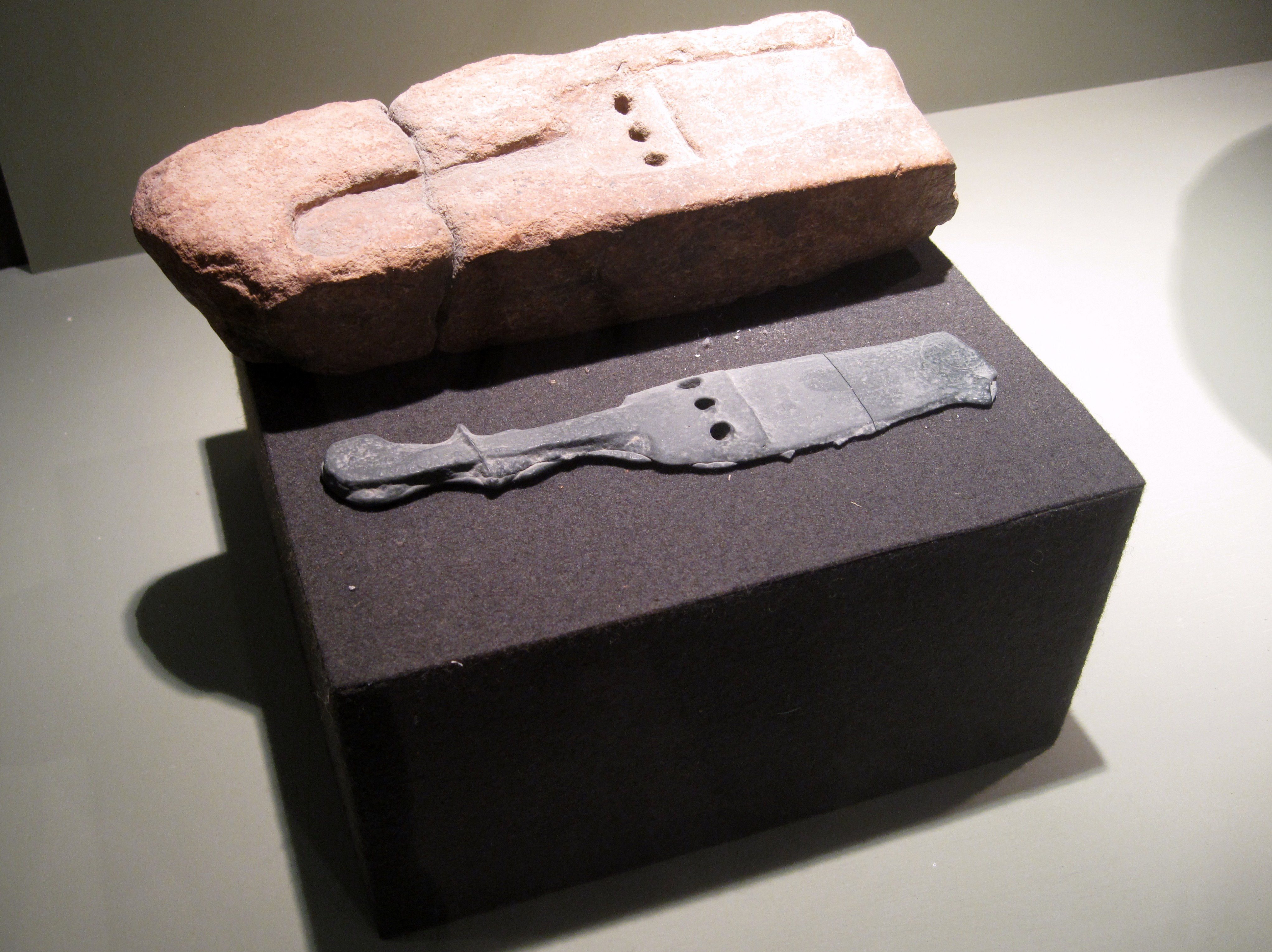
Prähistorische Gussform (1700 bis 1100 v. Chr.)
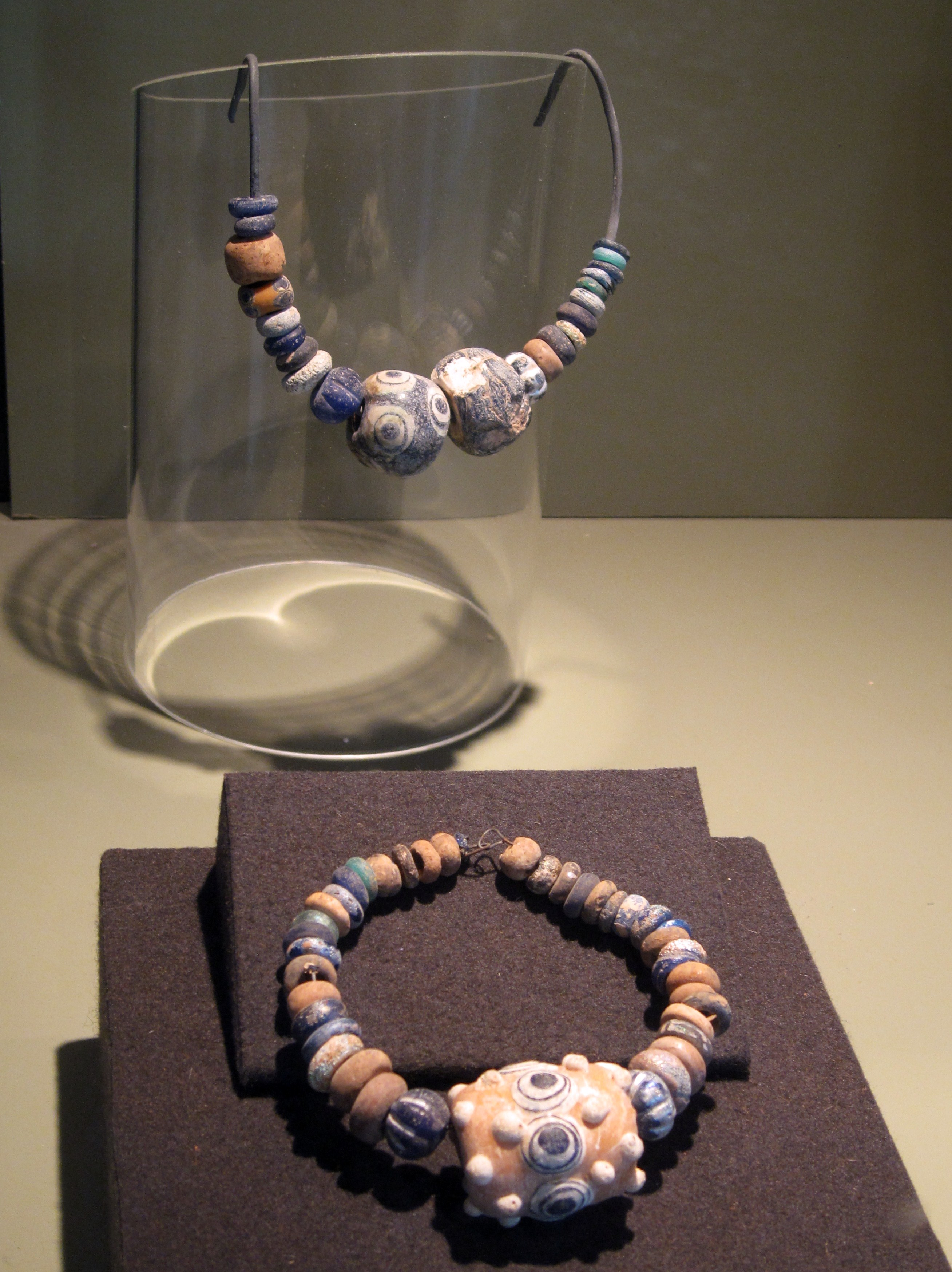
Talaiotischer Schmuck (1100 bis 123 v. Chr.)
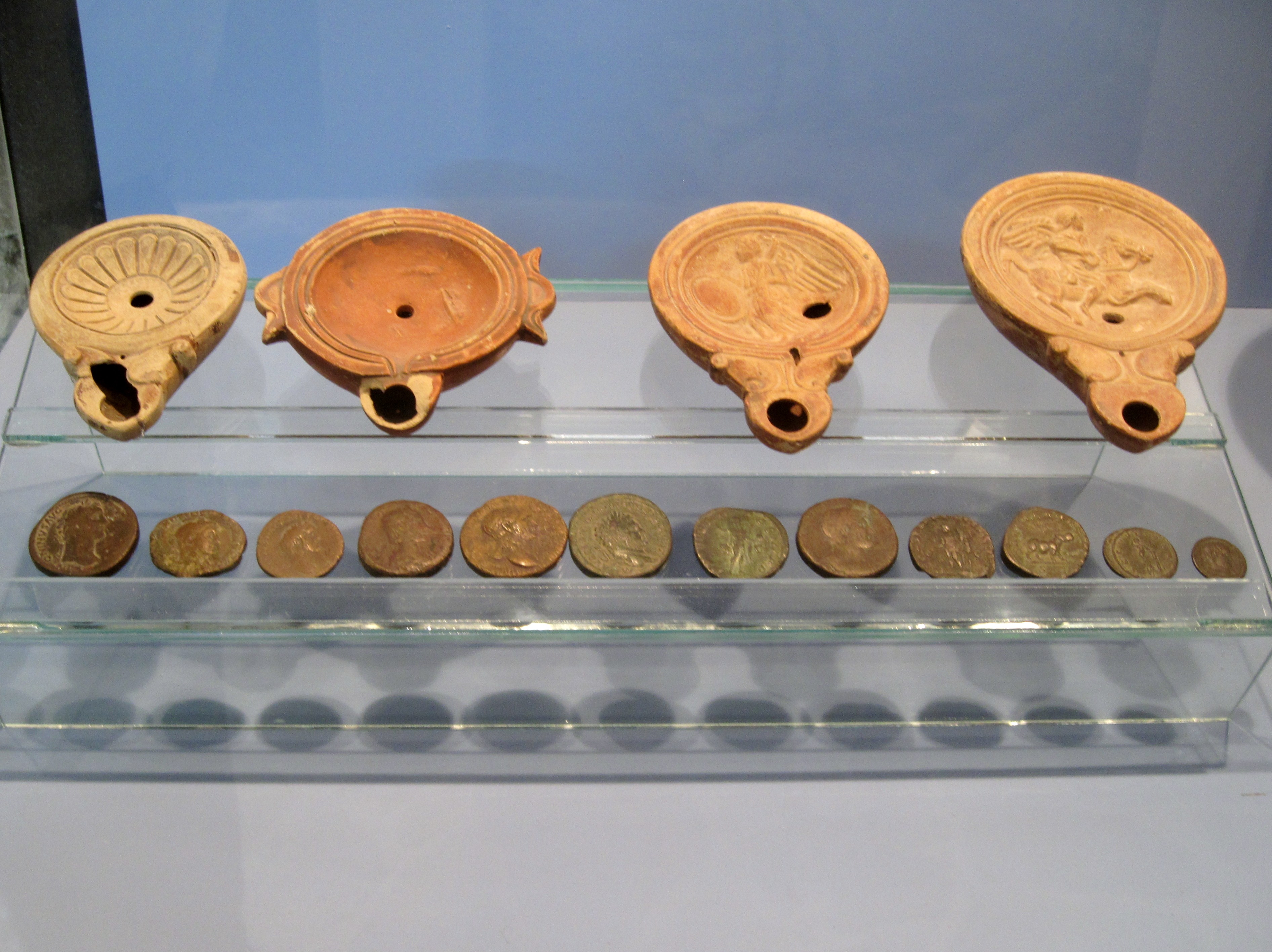
Öllampen und Münzen (123 v. Chr. bis 5. Jh. n. Chr.)
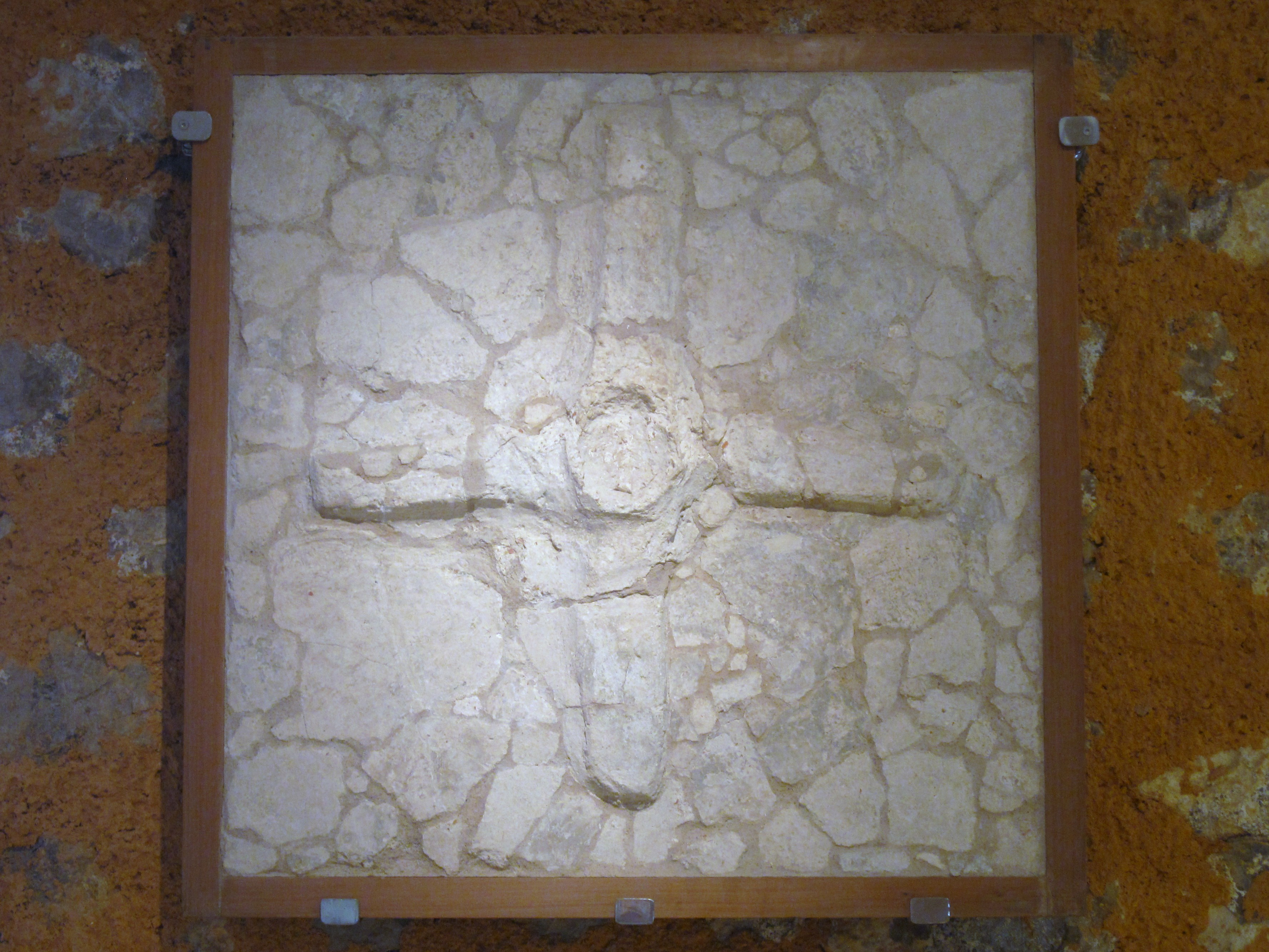
Byzantinische Grabplatte (5. bis 10. Jh. n. Chr.)

### Islamischer Saal
An der Westseite des Torre dels Enagistes schließt sich an den spätantiken Saal der islamische Saal des Museums an. Hier sind Exponate aus der sogenannten maurischen Zeit Mallorcas von 902 bis 1229 untergebracht. Manacor war in diesem Zeitraum als Manqūr der größte der 12 Distrikte von Mayūrqa, wie die islamischen Einwanderer, teils Araber, teils Berber, Mallorca nannten. Sie kamen aus al-Andalus, aus dem den größten Teil der Iberischen Halbinsel beherrschenden Emirat beziehungsweise dem später aus diesem hervorgehenden Kalifat von Córdoba (Qurtuba ). Nach Zerfall des Kalifats in die Taifa-Königreiche herrschten zunächst die Amiriden über Mallorca. Ihnen folgten die Almoraviden und Almohaden, bevor Jaume I. die christliche Wiedereroberung für die Krone Aragon gelang.

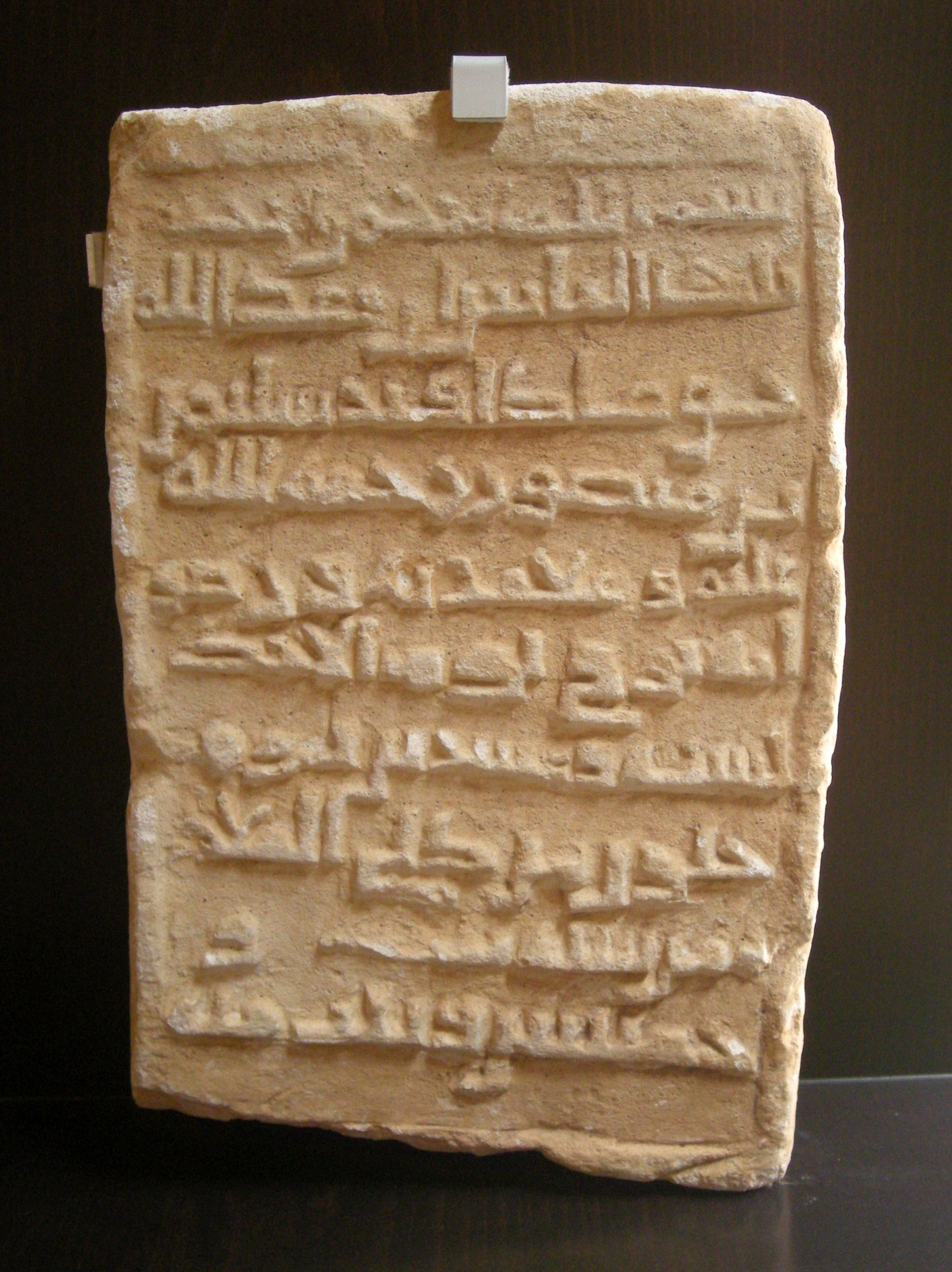
Islamische Grabsteininschrift

Der islamische Saal des Museums besitzt neben fünf Einzelvitrinen einen geschlossenen Wandvorbau mit einzelnen Glasscheiben zur Sicht auf die Ausstellungsstücke. Neben den Scheiben sind die Exponate beschrieben und die Abschnitte der islamischen Geschichte Mallorcas anhand von Karten der Insel erklärt. Einziges auf einem Sockel freistehendes Exponat ist der Grabstein von Sulaymān ibn Mansūr gleich am Eingang des Saales. Er stammt aus der Mitte des 10. Jahrhunderts und wurde bei Bauarbeiten am Haupttor der zweiten Kirche der Pfarrkirche von Manacor innerhalb einer Mauer entdeckt. Die Übersetzung der Grabsteininschrift lautet: „Der Name Gottes, gnädig, barmherzig. Oh Leute! Sicher sind die Versprechungen Gottes gewiss. Dieses ist die Grabstätte von Sulaymān ibn (Sohn von) Mansūr. Die Barmherzigkeit Gottes sei mit ihm und seine Verzeihung und sein Wohlgefallen. Er starb am Sonntag, den 26. dū al.qa’ da im Jahre 357.“
Der Ort Manacor war in islamischer Zeit ein Marktplatz an einer Wegkreuzung. Daneben bestanden im nördlichen Manqūr (heutige Gemeinden Manacor und Sant Llorenç) 173 Landgüter (qurā) und Meierhöfe (arhal). Von zwei Orten sind Moscheen bekannt, eine davon stand in Cala Murada. Aus dem gesamten Gebiet stammen Funde von Töpfen, Nadeln und verschiedenen metallischen Geräten. Viele Gegenstände wurden auch in Höhlen entdeckt, in die sich die muslimischen Bewohner 1229 während der Eroberung der Insel durch Jaume I. flüchteten. So wurde die natürliche Höhle Cova dels Amagatalls bei Porto Cristo zu einem reichhaltigen Fundort des Hausrats einer ganzen Familiengruppe der islamischen Zeit, mit Keramikteilen, landwirtschaftlichen Werkzeugen sowie Nadeln, Scharnieren und Schlüsseln, verbunden mit Holzresten, die dem Historischen Museum von Manacor zugutekamen.

### Miniaturensaal

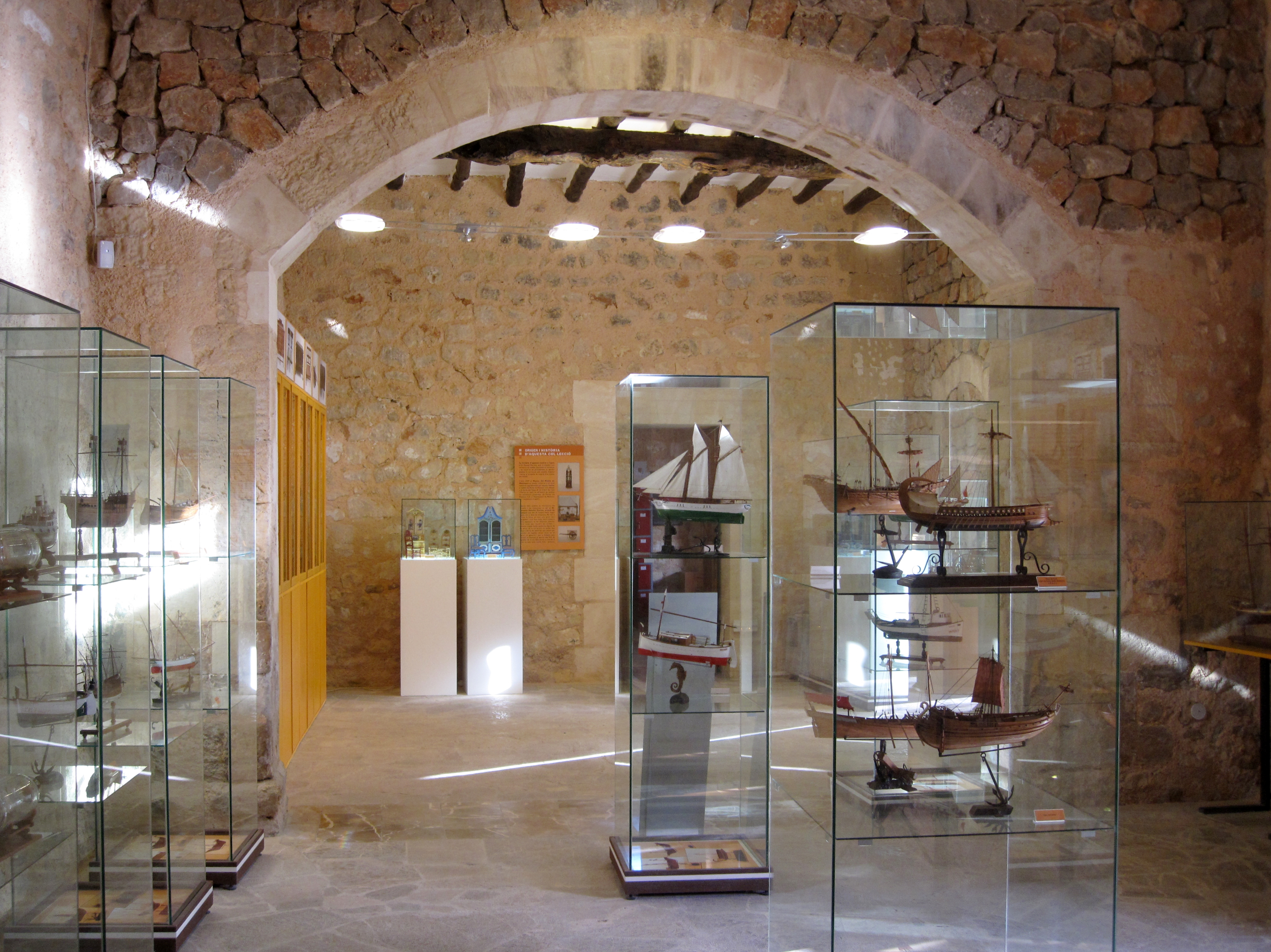
Miniaturensaal

Der Miniaturensaal befindet sich rechts des Haupteingangs des Museums an der Ostseite des Torre dels Enagistes. In ihm sind Miniaturmöbel, Schiffs- und andere Modelle ausgestellt. Sie stammen von Antonio Sancho Comas, einem Kunsthandwerker aus Manacor. Begonnen wurde die Sammlung durch Manuel Morales, der eine Anzahl funktioneller Möbel in Miniaturausgabe erwarb und sie zu einem Möbelmuseum erweiterte. Dieses wurde 1969 in einem Gebäude der Firma Perlas de Manacor S.A., gegründet 1951 als Teil von Majorica, neben dem Torre de Palau („Palastturm“) eingerichtet.
Die Kollektion der Miniaturmöbel aus dem Besitz der Firma Perlas de Manacor wurde am 27. April 1994 zu öffentlichen Ausstellungszwecken der Stadt Manacor überlassen. Die Exponate umfassen Modelle von Möbeln verschiedenster Kulturepochen Mallorcas. Erweitert um Modelle antiker und moderner Schiffe, Karren verschiedener Epochen und Modellen wichtiger Gebäude, alles Kopien privater Sammlungen, bildet die Ausstellung heute einen Teil des Historischen Museums.

### Obergeschoss
Das Obergeschoss des Torre dels Enagistes ist nur anlässlich wechselnder Ausstellungen der Öffentlichkeit zugänglich. Neben dieser Funktion findet man an den Wänden der dortigen Räume Graffiti des Zeitraumes vom 15. bis zum 18. Jahrhundert. Sie haben als Volkskunst einen hohen archäologischen, dokumentarischen und ikonografischen Wert. Die unterschiedlichen Bemalungen der Wände geben Auskunft über die Verbindung des Lebens im Gebäude mit der Entwicklung der allgemeinen Geschichte Mallorcas. So kann man aus den Graffiti auf das Aussehen der Menschen und ihre Lebensweise in der jeweiligen Zeit schließen.